# Jindřich Leminger
Jindřich Leminger (18. července 1857 Kutná Hora – 23. února 1906 Dobřany) byl rakouský a český podnikatel a politik, na přelomu 19. a 20. století poslanec Českého zemského sněmu.

## Biografie
Vystudoval reálnou školu v Plzni a obchodní školu v Praze. Profesí byl obchodníkem v Plzni. Byl členem tamní obchodní a živnostenské komory. Působil i jako spisovatel a básník.
V 90. letech 19. století se zapojil i do zemské politiky. V doplňovacích volbách roku 1894 byl zvolen v kurii obchodních a živnostenských komor (volební obvod Plzeň) do Českého zemského sněmu. Mandát obhájil v řádných volbách v roce 1895. Politicky patřil k mladočeské straně. Ve volbách v roce 1901 se kandidatury vzdal ve prospěch Jana Wýtwara.
Zemřel 23. února 1906 v psychiatrické léčebně v Dobřanech, pohřben byl o dva dny později u sv. Mikuláše v Plzni.